# HD 172103
HD 172103，又名BD-01 3529，SAO 142460、HR 7000，是一颗恒星，视星等为6.66，位于銀經30.44，銀緯2.41，其B1900.0坐标为赤經18h 33m 9.2s，赤緯-1° 2.41′ 58″。